# Bazar de Tabriz
Le bazar de Tabriz (persan : بازار تبریز, Bāzār-e Tabriz), en Iran, est l'un des plus anciens bazars du Moyen-Orient. Il se développe en particulier au XIIIe siècle grâce à l'intense commerce le long de route de la soie. L'ensemble du bazar est progressivement agrandi au cours des siècles, mais il est complètement reconstruit au XVIIIe siècle sous les dynasties Zand et Kadjar. Avec une superficie de 75 hectares, c'est l'un des plus grands bazars couverts du monde. 
Il s'agit d'un des plus beaux et des plus impressionnants exemples encore complets de bazar traditionnel du Moyen-Orient, ce qui lui a valu d'être classé en 2010 au Patrimoine mondial de l'UNESCO.

## Histoire

### Le développement du commerce à Tabriz (IXe–XVIesiècles)
C'est au IXe siècle que la ville de Tabriz commence à se développer et devient un pôle économique. La destruction de Bagdad en 1258 place Tabriz au cœur des échanges du Moyen-Orient, sur la fameuse route de la soie. Marco Polo passe d'ailleurs par la ville lors de son retour de Chine, alors sous le règne de la dynastie Yuan, et décrit le bazar de la ville. Au début du XVIe siècle, la dynastie des Séfévides fixe à Tabriz la capitale de son royaume, ce qui contribue à l'enrichissement de la ville. C'est d'ailleurs aux XVIe et XVIIe siècles que les activités commerciales connaissent leur apogée, et on échange à Tabriz des tissus, des objets de cuivre, des armes, des carreaux, de la maroquinerie, du cuir ou encore du savon.

### Destruction et reconstruction du bazar (XVIIeetXVIIIesiècles)
Le déclin économique de la ville commence dans le dernier quart du XVIIe siècle, à cause de l'instabilité politique et de la trop grande proximité de Tabriz avec l'empire ottoman, avec lequel le royaume perse est en conflit.
En 1778, un tremblement de terre extrêmement violent détruit entièrement la ville. Elle est rapidement reconstruite avec le soutien du premier roi kadjar, Agha Mohammad Shah. Le bazar est également relevé, et les bâtiments actuels sont pour la plupart de la fin du XVIIIe siècle. Abbas Mirza, qui est couronné prince dans la ville de Tabriz et qui y tient sa cour, contribue particulièrement au financement des reconstructions.

### Le déclin du bazar (XIXeetXXesiècles)
L'instabilité politique de la Perse au XIXe siècle nuit au développement du commerce à Tabriz, qui est occupée par les Russes entre 1826 et 1828. La ville subit plusieurs changements. En 1871, c'est une inondation qui provoque d'importants dégâts dans le bazar. Des travaux de réparation sont engagés, mais également d'agrandissement, comme le timcheh (galerie voûtée) Mozaffarieh, construit en 1905.
Mais, en 1906, les acteurs de la révolution constitutionnelle, qui démarre à Tabriz, prennent une mesure radicale : afin de faire taire les petits commerçants du bazar, opposés aux réformes, celui-ci est fermé. Dans les années suivantes, de grandes voies modernes et larges sont ouvertes dans la ville, aboutissant à la destruction de certaines parties du bazar et à son éclatement en plusieurs parties.

### La réhabilitation du bazar (fin duXXesiècleetXXIesiècle)
Le bazar de Tabriz est placé sur la liste du patrimoine protégé par l'Iran en 1975 et une règlementation spécifique permet de préserver la structure des bâtiments les plus anciens et les plus intéressants. L’Organisation de l'héritage culturel d'Iran (ICHHTO), chargée de la protection des monuments classés depuis 1981, se préoccupe de la préservation des lieux.
Plusieurs projets de restauration ont abouti à la restauration des mosquées Jami et Goi Machid, ainsi que des cours et des entrepôts du bazar. En 2000, l'ICHHTO commence un projet de restauration du bazar, faisant participer pleinement les propriétaires des boutiques. Le projet de réhabilitation a gagné le Prix Aga Khan d'architecture en 2013.

## Cérémonies
Le bazar de Tabriz n'est pas qu'un lieu d'échanges commerciaux. Il intègre des bâtiments aux destinations diverses, qui mêlent des activités tout aussi diverses.
Le bazar compte quatorze mosquées, dont la plus grande est la Grande Mosquée de Tabriz. Le bazar est d'ailleurs un des lieux privilégiés de Tabriz pour les cérémonies religieuses. La plus importante est celle qui se déroule lors de l'achoura, durant laquelle tous les commerçants du bazar ferment leur boutique durant dix jours afin de participer aux festivités.

## Inscription au patrimoine mondial
Le bazar de Tabriz figure sur la liste du Patrimoine mondial de l'UNESCO depuis le 3 septembre 2010.

## Description
Le bazar de Tabriz juxtapose et intègre des bâtiments et des espaces où, si les fonctions commerciales sont dominantes, elles ne sont pas exclusives. On y trouve plusieurs marchés, timchehs (entrepôts), auberges et caravansérails, mais aussi des mosquées. Ces éléments architecturaux divers forment finalement un espace homogène et compact.
De plus, par sa superficie de 75 hectares, il est l'un des plus vastes bazars du monde.

### Bazar d'Amir
Il fut construit dans les années 1840 par un membre de la famille du roi kadjar Abbas Mirza, Mohammad khan Zanganeh, qui avait le grade d'Amir Nezam, le 2e plus élevé de l'armée perse. La cour est entourée par les boutiques et deux iwans, un au nord, l'autre au sud. La partie sud du bazar, ainsi que les passages voisins, est dévolue aux bijoutiers, et parfois considérée comme le plus grand marché de l'or en Iran.

### Bazar Shishgar khan
Alors qu'il regroupait autrefois les verriers de Tabriz, il est aujourd'hui consacré aux produits cosmétiques.